# Damián Mateu

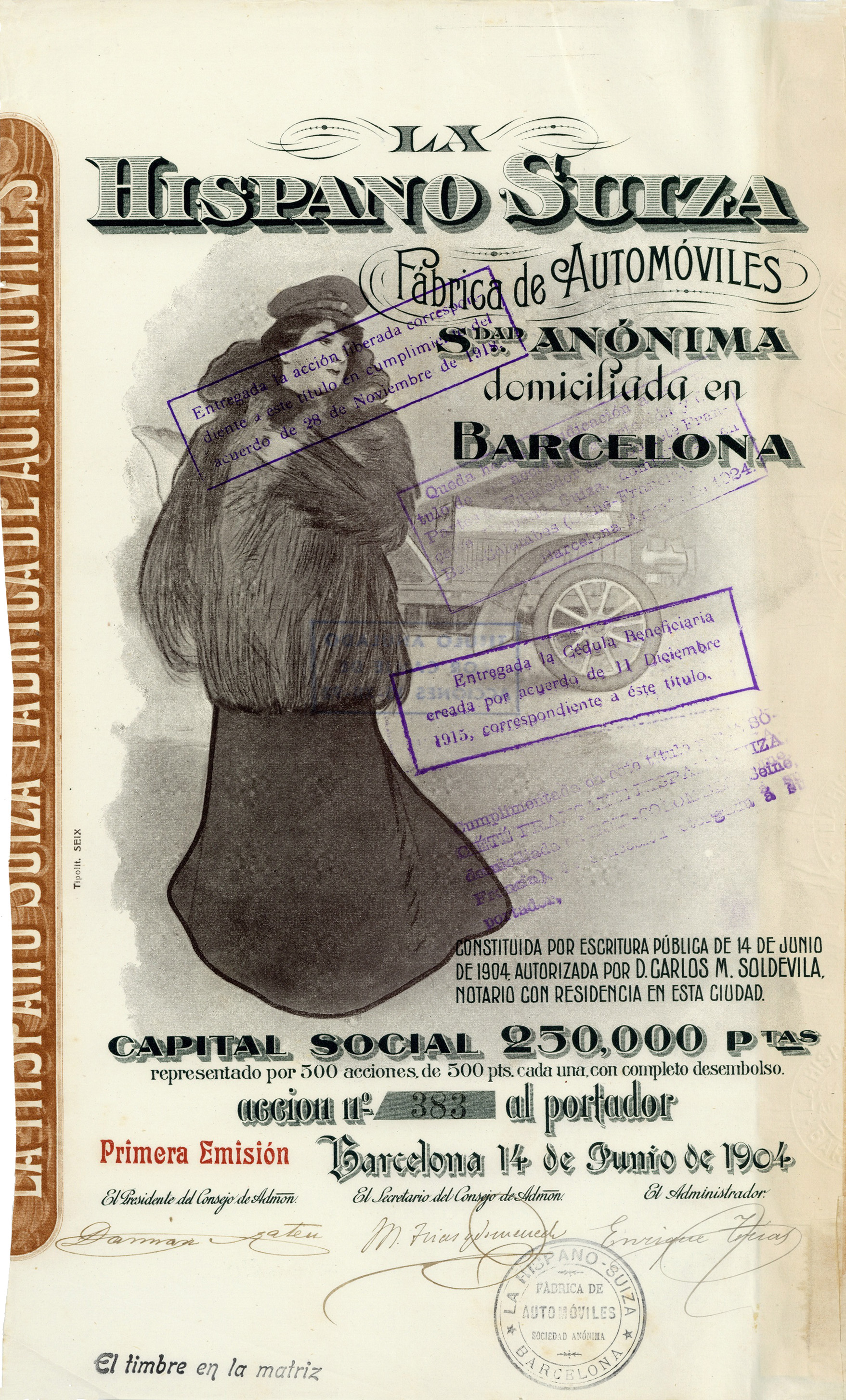
Acción de fundación de La Hispano Suiza Fábrica de Automóviles por 500 pesetas, emitida en Barcelona el 14 de junio de 1904, firmada en original por Damián Mateu, cofundador, presidente y financiero de la empresa

Damián Mateu Bisa (Llinars del Vallès, 18 de outubro de 1864-Barcelona, 7 de dezembro de 1935) foi um empresário e político espanhol, e um dos fundadores da marca Hispano-Suiza. Ele era o pai de Miguel Mateu Pla, que foi prefeito de Barcelona entre 1939 e 1945.

## Biografia
Nascido na vila barcelonesa de Llinars del Vallès, era o quarto de cinco irmãos. Seus pais eram Miguel Mateu Farralt e Ángela Bisa Brillas. Seu pai, falecido em 1877, era proprietário da empresa Miguel Mateu, S.A. e tinha conseguido uma boa posição econômica através do comércio de ferro que exercia. Damián Mateu estudou direito civil e canônico, e formou-se na Universidade de Barcelona para exercer a advocacia, o que acabou não fazendo devido à morte prematura de seu irmão mais velho, que ia dirigir a empresa familiar. Sob o comando de Damián Mateu, sua empresa, rebatizada de Hijo de Miguel Mateu, tornou-se uma companhia importante no cenário nacional espanhol. Em 1890, Mateu casou-se com Mercedes Pla y Deniel —irmã do cardeal Enrique Pla y Deniel—, com quem teve seis filhos; o mais novo e único varão foi Miguel Mateu Pla.
Em 1900 fundou uma empresa industrial denominada Altos Hornos y Herrerías de Nuestra Señora del Carmen S.A. em Barcelona, mas esta empresa acabou apresentando suspensão de pagamentos em janeiro de 1904. Porém, alguns meses depois, em 14 de junho daquele mesmo ano, fundou, com Francisco Seix e Marc Birkigt, a bem-sucedida marca de automóveis de luxo Hispano-Suiza; Damián Mateu foi o presidente e financiador da empresa. Curiosamente, Mateu, apesar de ter presidido uma empresa de automóveis durante três décadas, nunca quis conduzir um carro e nunca tirou a carta de condução.
Foi vice-presidente do Banco Urquijo Catalán, empresa na qual também participou ativamente na sua criação, além de ter participado na criação da empresa Forces Hidroelèctriques d'Andorra, S.A. Mateu também foi conselheiro da companhia seguradora Hispania, da empresa La Maquinista Terrestre y Marítima e da Câmara de Comércio.
Politicamente, foi membro da Federação Monárquica Autonomista, ideologicamente próxima da Liga Regionalista, e por vezes atuou como intermediário oficioso entre esta e o rei Afonso XIII. Damián Mateu era profundamente monarquista, e mantinha boas relações com Afonso XIII —que até lhe ofereceu um título nobiliárquico, mas Mateu o rejeitou—.
Durante a década de 1920 atuou no Diario de Barcelona como presidente do Conselho de Administração, e em 1931 foi editor do Diario del Mediodía. Em 1935 distanciou-se ideologicamente da Liga Regionalista e foi para a Direita da Catalunha. Ele morreu em dezembro desse mesmo ano devido a uma doença. Seu filho Miguel o sucedeu como presidente da Hispano-Suiza, que após a guerra civil espanhola tornou-se prefeito de Barcelona.

## Galardões
Em 2021, a FIVA (Federação Internacional de Veículos Antigos) incluiu Damián Mateu em seu Salão da Fama com seus 14 primeiros heróis da história do automobilismo.